# Laienchor
Ein Laienchor ist eine Gemeinschaft von Sängern, die musikalische Amateure sind und im Gegensatz zu professionellen Chören den Gesang in ihrer Freizeit ausüben und nicht ihren Lebensunterhalt verdienen. Typische Vertreter von Laienchören sind die meisten Kirchenchöre oder Gesangsvereine.
Laienchöre treffen sich meist regelmäßig an einem Abend/Nachmittag in der Woche, seltener auch im 14-täglichen Abstand. Aufgrund der Klientel umfasst die Probe nicht nur die musikalische Gestaltung, sondern in erster Linie die Vermittlung von Notentext und Inhalten sowie technische Aspekte wie Stimmbildung oder Technik. Insgesamt steht hier der pädagogische Aspekt oder einfach nur Freude an Musik im Vordergrund. Im Gegensatz zum professionellen Bereich, in dem ganz konkret auf eine Aufführung hingearbeitet wird, spielt bei Laienchören oft die Repertoire-Pflege eine tragende Rolle.